# Popovac (gmina Veliko Gradište)
Popovac (cyr. Поповац) – wieś w Serbii, w okręgu braniczewskim, w gminie Veliko Gradište. W 2011 roku liczyła 162 mieszkańców.